# 여자는 한번 승부한다
"여자는 한번 승부한다"는 한국에서 제작된 조명화 감독의 1985년 영화이다. 하재영 등이 주연으로 출연하였고 최상균 등이 제작에 참여하였다.

## 출연

### 주연
- 하재영
- 유혜영
- 김무생
- 김명희

## 기타
- 조명: 김동호
- 녹음: 김병수